# Matrixprojektorganisation
Dieser Artikel wurde aufgrund inhaltlicher und/oder formaler Mängel auf der Qualitätssicherungsseite des Portals Wirtschaft eingetragen. 
Du kannst helfen, indem du die dort genannten Mängel beseitigst oder dich an der Diskussion beteiligst.
Eine Matrixprojektorganisation ist eine Form der Projektorganisation, die als Matrixorganisation ausgelegt ist. Hierbei ist der Projektmitarbeiter nicht nur dem Linienvorgesetzten, sondern auch dem Leiter des Projektes auf seiner Ebene unterstellt.
Die durchschnittliche Projektdauer steigt auf Grund der technologischen Entwicklungen kontinuierlich an, der Anteil von innovativen Aufgaben im Verhältnis zu Routineabläufen nimmt zu und verschiedene Projekte laufen gleichzeitig ab. Zudem sollen durch organisatorische Integration Synergien ausgeschöpft und die vorhandenen personellen und sachlichen Ressourcen am effizientesten genutzt werden.
Als Lösungsansatz dieses Trends kann man die Matrixprojektorganisation betrachten, in der sich der Projektleiter besonders auf das originäre Zielsystem konzentriert, wohingegen die fachbereichsinterne Aufgabenverteilung und die Verfahrensregelung dem Fachbereichsleiter unterliegen.

Matrixprojektorganisation

## Merkmale
Die Matrixprojektorganisation folgt dem Prinzip der Mehrfachunterstellung (Mehrliniensystem). Bei ihr überlagern sich die vertikalen Kompetenzen der Primärorganisation mit den horizontalen Kompetenzen der Projektleitung, der Sekundärorganisation.
Die Mitarbeiter sind dem Projekt entweder vollständig oder teilzeitlich zugeordnet, inhaltlich unterstehen sie dem Projektleiter, der mit den dafür erforderlichen Kompetenzen ausgestattet werden muss, personell und disziplinarisch jedoch sind sie weiterhin dem Linienvorgesetzten unterworfen.
Der Projektleiter entscheidet sowohl über den Leistungsumfang (was?), die Termine (wann?), als auch über die Kosten (wie viel?) des Vorhabens. Der Linienvorgesetzte hingegen ist für die personellen Ressourcen (wer?), das Know-how (wie?) und die Qualität der Leistung (wie gut?) verantwortlich.
Das Problem der projektbezogenen Überlagerungen in den vertikalen Funktionen soll durch die Integration der Projektaufgaben quer durch die involvierten Abteilungen bewältigt werden.

## Voraussetzungen für eine erfolgreiche Matrixorganisation
Es existiert ein organisatorischer Zwang zur Zusammenarbeit zwischen den funktionalen Abteilungen und den Projektmanagern. Dieser Zwang kann zu einer erstrebenswerteren und besseren Lösung führen. Dies ist jedoch alles unter den Annahmen, dass:
- Konflikte möglichst bald offengelegt werden, damit rechtzeitig Lösungsmöglichkeiten entwickelt werden können;
- eine sachliche Auseinandersetzung zwischen projektspezifischen Anforderungen und abteilungsbezogenen Prioritäten zu einer Abstimmung führt, die eine bessere Lösung darstellt.
- es bedarf einer entsprechenden Konfliktfähigkeit zwischen allen Beteiligten.

## Vorteile
Als ein bedeutender Vorteil der Matrixprojektorganisation wird genannt, dass sie Auslastungsschwankungen besser bewältigen soll, da sie mit der Basisorganisation in Zusammenhang steht, die Mitarbeiter nicht vollständig aus der Primärorganisation herausgelöst werden müssen und die vorhandenen Spezialisten auch nur nach Bedarf für das jeweilige Projekt eingesetzt werden können.
Dieser Vorteil ist nur bei einer zeitlich flexiblen Mitarbeiterzahl während des gesamten Projektverlaufes möglich. Praktisch können jedoch durch das Verbleiben von Spezialisten in der Basisorganisation erhöhte Planungs- und Management- sowie Gemeinkosten während der Projektpausen von Spezialisten entstehen, sodass die Einbindung fremder externer Fachkräfte häufig noch flexibler und damit preiswerter als der Rückgriff von vorhanden oder überlasteten Stammkräften aus der Basisorganisation sein kann.

## Nachteile
Die Verantwortung für Probleme, die die Fachabteilung und das Projekt gleichzeitig betreffen, ist häufig unklar und teilweise unbefriedigend gelöst. Häufig nehmen Projektleitung und Fachabteilung diese Probleme nur einseitig oder unbefriedigend wahr oder versuchen manchmal zusätzlich auch eigene Probleme und Aufgaben zu Lasten eines Drittens, häufig des Projektmitarbeiters, zu lösen.
Ein großes Problem hingegen stellt die Doppelunterstellung dar, wobei der Projektmitarbeiter zwei Vorgesetzten unterstellt ist und er sie eventuell gegeneinander ausspielen könnte, um dann mit demjenigen eine Einigung einzugehen, der ihm größere Vorteile bietet (Lohn, Anreize).
Zudem kann sich der Mitarbeiter auch frustriert fühlen, wenn er unvereinbare Anforderungen aus der Projekt- und Basisorganisation sowie von weiteren Vorgesetzten zu erfüllen hat und sich dadurch überfordert fühlt. Diese Mehrfachbelastung wird häufig auch als Quelle für Burnout-Syndrom von den Betroffenen angeführt.
Wenn unterschiedliche Interessen zwischen Projekt- und Linienorganisation bestehen, kann es auf Grund knapper Ressourcen sowie ungenauen Zeit- und Aufwandschätzungen auch zu erheblichen Konflikten kommen, die nur durch eine zusätzliche aufwendige detaillierte Planung der Entscheidungs- und Weisungsbefugnis sowie ein zusätzliches geeignetes Monitoring nur teilweise entschärft werden können. Das Problem des diskontinuierlichen wirtschaftlichen Einsatzes der vorhandenen Ressourcen bei Auslastungsschwankungen kann bei dieser Form der Projektorganisation durch flexible temporäre externe Kräfte für Projekte teilweise gelöst werden.
Die langfristigen Ziele einer planbaren, strategisch geführten und übergeordneten Unternehmensentwicklung lassen sich nur mit erhöhtem wirtschaftlichen Aufwand mit einer flachen Matrixorganisation umsetzen. Deshalb werden Matrixorganisationen besonders erfolgreich im projektorientierten Branchen, wie im Bauwesen, der Fahrzeugentwicklung und in Profitcentern ohne eigene nachhaltige Unternehmensziele eingesetzt.
In der Verwaltung und in der Massenproduktion (z. B. Großbäckereien) sind reine Matrixorganisationen dagegen kaum anzutreffen.

## Anwendungsgebiete
Das Anwendungsgebiet der Matrixprojektorganisation ist sehr breit und weniger vom Aufgabeninhalt als von personellen und organisationskulturellen Variablen (z. B. Führungsverständnis) abhängig. Folgende Anforderungen müssen demzufolge beachtet werden:
- damit mehrere Fachabteilungen an einem Projekt arbeiten können, sollte es eine gewisse Komplexität und einen gewissen Grad an Umfang haben; dies bedeutet jedoch auch, dass ein großer Koordinationsaufwand zur Bewältigung der Komplexität vonnöten ist;
- es muss ein großes gegenseitiges Verständnis und Gesprächsbereitschaft zur Konfliktlösung bestehen;
- die Projekte erfordern einen unterschiedlichen Einsatzbedarf der verschiedenen Mitarbeiter über die Laufzeit hinweg;
- oft werden im Betrieb mehrere Projekte gleichzeitig bearbeitet;
- der Betrieb ist stark marktorientiert, Kunden- und Marktinformationen müssen rasch in den Fachabteilungen umgesetzt werden, um den großen Konkurrenzdruck zu beherrschen.

## Entwicklungstendenzen
Große, wiederkehrende Projekte werden vermehrt in Matrixform organisiert, da dabei die Fachkompetenz und die entsprechende Kontrolle der Mitarbeiter auf die Linienvorgesetzten übertragen werden kann und die räumliche Konzentration des Projektteams erhalten bleibt.
Für einen Projekterfolg jedoch sind soziale und kulturelle Faktoren von entscheidender Bedeutung.

## Verwandte Themen
Organisation, Projektmanagement, Projektorganisation, Matrixorganisation,